# Ods landskommun
Ods landskommun var en tidigare kommun i dåvarande Älvsborgs län.

## Administrativ historik
Kommunen bildades i Ods socken i Gäsene härad i Västergötland när 1862 års kommunalförordningar trädde i kraft.
Vid kommunreformen 1952 uppgick kommunen i Gäsene landskommun som 1974 uppgick i Herrljunga kommun.